# Ренфри
Ренфри (пол. Renfri) — персонаж литературного цикла «Ведьмак» польского писателя Анджея Сапковского, княжна Крейдена. Появляется в двух телеадаптациях «Ведьмака»: польской 2002 года и американской, первый сезон которой вышел на экраны в 2019 году.

## Биография
Ренфри появляется в рассказе Анджея Сапковского «Меньшее зло» в сборнике «Последнее желание». Это дочь князя Крейдена Фредефалька от первого брака, падчерица Аридеи. Последняя узнала благодаря волшебному зеркалу, что Ренфри станет причиной её гибели, и сообщила об этом чародеям. Волшебник Стрегобор пришёл к выводу, что княжна — мутант. Тогда было решено убить её, но Ренфри спаслась. После этого она начала бродячую жизнь, а спустя несколько лет возглавила разбойничью банду, в которую входили семь краснолюдов. Теперь её знали под прозвищем Сорокопутка, и она славилась своей жестокостью и умелым обращением с оружием. К 17 годам Ренфри держала в страхе весь Махакам. В Блавикене она встретилась с Геральтом, который убил её в поединке на рыночной площади.
В образе Ренфри-Сорокопутки Сапковский со свойственной ему ироничностью переосмыслил один из классических сказочных сюжетов — о Белоснежке и семи гномах. Кроме того, критики видят здесь аналогии с охотой на ведьм, развернувшейся в Европе в Раннее Новое время.

## В сериалах
В польском телесериале «Ведьмак» Ренфри сыграла Кинга Ильгнер. Высказывалось мнение о том, что эта актриса заметно переигрывает. В американо-польском сериале с тем же названием, первый сезон которого вышел на экраны в декабре 2019 года, Ренфри сыграла Эмма Эпплтон, хотя изначально на эту роль планировали взять Милли Брейди. Таким образом, Ренфри могла быть показана как блондинка с короткими волосами (Брейди), но стала брюнеткой с волосами большей длины (Эпплтон). Известно, что на эту роль пробовалась польская актриса Магдалена Корпас.
Эпизод с Ренфри стал одной из сюжетных основ первой серии шоу. Заставка в начале этой серии (изображение «чёрного солнца») указывает на Ренфри, родившуюся во время солнечного затмения. Известно, что изначально в эпизоде были сцены с Ренфри-ребёнком, но их вырезали, так как Лорен Шмидт Хиссрик не понравился отснятый материал.
Работа Эпплтон получила противоречивые отзывы, хотя сцена её боя с Геральтом признана одним из украшений сериала. Критики отмечают, что Ренфри не выглядит безусловно положительным персонажем: моральные основания поступков княжны весьма спорны — впрочем, как и в случае с её оппонентом Стрегобором. Из сериала исчез политический подтекст: не упоминается тот факт, что мачеха постаралась устранить Ренфри, чтобы освободить путь к престолу для своих детей. Прозвучало мнение, что авторы сериала не смогли убедительно обосновать готовность Геральта убить Ренфри.
Лорен Шмидт Хиссрик, по её словам, старалась создать смысловые параллели между Ренфри и Цири: обе они «остались без дома, подверглись расовой ненависти, брошены на смерть». Работа сценаристов в этом эпизоде подвергалась критике из-за предполагаемого сексизма: женский персонаж Ренфри был введён в повествование только для того, чтобы своей смертью подтолкнуть мужчину Геральта к психологической эволюции.